# Ramush Haradinaj
Ramush Haradinaj (Deçan, 3 luglio 1968) è un politico e militare kosovaro, Primo ministro della Repubblica del Kosovo dal settembre 2017 al febbraio 2020.
Nato in un villaggio del comune di Deçan, nell'ovest del Kosovo, trascorre diversi anni in Svizzera. Torna in Kosovo poco prima dello scoppio della guerra, partecipando al conflitto e divenendo uno dei più importanti comandanti dell'UCK.
Dopo il conflitto viene eletto Primo Ministro del Kosovo sotto amministrazione ONU, ma dopo 100 giorni si dimette perché incriminato dal TPIJ di crimini di guerra e crimini contro l'umanità, commessi durante la guerra in Kosovo. Viene assolto con formula piena, con molte polemiche a causa della morte misteriosa di diversi testimoni e del rifiuto di altri a testimoniare.
Guida il partito Alleanza per il Futuro del Kosovo, è considerato un eroe dai kosovari albanesi mentre le autorità serbe lo accusano di essere un criminale colpevole di enormi atrocità.

## Primi anni
Haradinaj nacque il 3 luglio 1968 nel villaggio di Glođane vicino Deçan nella provincia Jugoslava del Kosovo. Nel suo villaggio trascorse i primi anni con la sua numerosa famiglia (aveva cinque fratelli). Dopo le scuole superiori entrò nelle forze armate jugoslave. Dopo le proteste dei kosovari albanesi del 1989 e l'aumento della repressione nei loro confronti che ne conseguì Haradinaj lasciò il Kosovo per la Svizzera dove per nove anni svolse diversi lavori, anche come guardia di sicurezza. Durante questo periodo, sempre in Svizzera, entrò nel Movimento Nazionale del Kosovo, un'organizzazione separatista da cui proviene anche l'UCK.

## Periodo militare

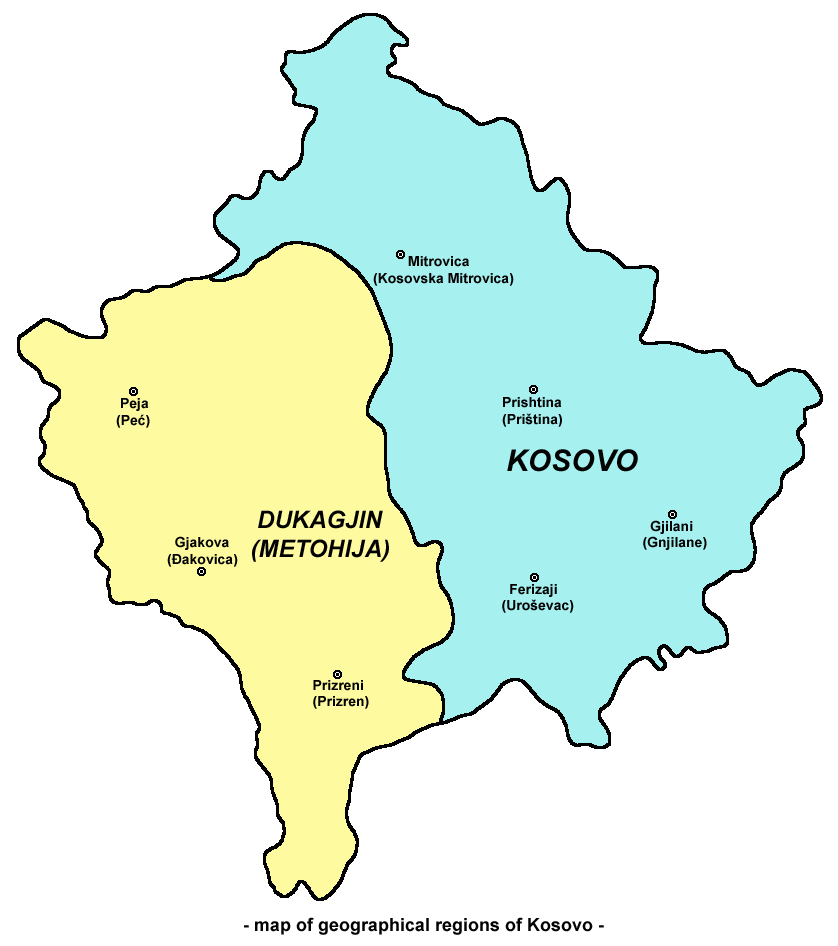
Nella mappa è segnata la Metohija, la zona sotto il controllo di Haradinaj durante il conflitto

Dal 1996 al 1997 Haradinaj prese parte all'organizzazione di campi di addestramento in Albania vicini al confine con il Kosovo, nei villaggi di Kukës, Tropojë e Morina. Nel 1997 i gruppi UCK di Haradinaj vennero avvistati da pattuglie serbe mentre attraversavano illegalmente il confine tra Albania e la RF di Jugoslavia. Nel conflitto a fuoco che scaturì morì il fratello più giovane di Haradinaj, Luan.
Haradinaj tornò in maniera definitiva in Kosovo nel febbraio del 1998; poco tempo dopo scoppiò la guerra. Secondo l'accusa contro Fatmir Limaj, Haradin Bala e Isak Musliu da parte del TPIJ, tra il 28 febbraio e il 5 marzo le forze federali serbe attaccarono i villaggi dell'UCK Likošane, Cirez e Prekaze.
Il 24 marzo le forze federali circondarono il villaggio di Glodjane e iniziarono le operazioni. La famiglia Haradinaj fu comunque abile e riuscì a replicare all'attacco. Con questo successo Haradinaj divenne uno dei leader dell'UCK nel Kosovo dell'ovest. Nel maggio del 1998 venne elevato al ruolo di comandante di Glodjane e dei villaggi circostanti e nel giugno 1998 divenne il comandante della Zona di Operazione Dukagjin (in Metohija). Dato che l'ovest del Kosovo confina con l'Albania - funzionava da corridoio per i ribelli che si rifornivano di armi - la zona divenne teatro degli scontri più violenti e Haradinaj divenne uno dei più abili comandanti dei guerriglieri. Il suo gruppo era chiamato "Aquile Nere", al suo comando rispondevano anche i servizi segreti dell'UCK.

## Da militare a politico
L'invasione della NATO in Kosovo e la fine della guerra portarono alla trasformazione dell'UCK nei Corpi di Protezione del Kosovo (KPC). Il comando di questa nuova unità venne affidato ad Agim Ceku e Haradinaj era il suo vice. L'11 aprile 2000 Haradinaj si è ritirato dal KPC ed ha annunciato il suo ingresso in politica. Insieme a Mahmut Bakalli, ex leader dei comunisti del Kosovo, fondò l'Alleanza per il Futuro del Kosovo (AAK) e il 29 aprile 2000 divenne presidente del partito.
Nelle elezioni dell'ottobre 2004 l'AAK di Haradinaj divenne il terzo partito del paese, conquistando 9 seggi all'assemblea del Kosovo, mentre le vittoria andò alla Lega Democratica del Kosovo di Ibrahim Rugova. Durante le consultazioni il partito di Rugova e quello di Haradinaj formarono una coalizione che portò all'elezione di quest'ultimo come primo ministro sabato 4 dicembre 2004 assumendo l'incarico ufficialmente solo il lunedì successivo. Questa elezione venne fortemente criticata dalle autorità serbe che accusavano Haradinaj di essere uno dei maggiori responsabili di crimini di guerra durante il conflitto.
Eletto mentre era ancora studente di legge, Haradinaj in un'intervista, dichiarò la sua volontà di dialogare con i serbi del Kosovo, con le autorità di Belgrado e ribadì l'obiettivo del Kosovo indipendente.
La carriera di Haradinaj come Primo Ministro fu breve; dopo poco più di cento giorni l'8 marzo 2005 venne ufficialmente incriminato dal Tribunale penale internazionale per l'ex-Jugoslavia con sede all'Aja per crimini di guerra commessi durante la Guerra del Kosovo. Per evitare di essere arrestato in Kosovo, davanti ai suoi sostenitori, Haradinaj si dimise dal suo ruolo e si consegnò spontaneamente.

## Il processo per crimini di guerra

### Accuse
L'accusa affermava che Ramush Haradinaj, nel periodo che va dal marzo al settembre 1998 quando era comandante dell'UCK, commise crimini di guerra e crimini contro l'umanità, relativi alle seguenti azioni:
- Persecuzioni
- Omicidio
- Saccheggio
- Distruzione immotivata di città e villaggi
- Deportazione
- Trasferimento forzato
- Altre azioni inumane

Le finalità presunte di questo comportamento erano allargare il controllo su tutto il territorio colpendo serbi e rom. I capi d'accusa per crimini di guerra e crimini contro l'umanità erano in tutto 37, i singoli reati commessi si presume fossero 108 in totale.
Tra i reati contestati c'erano anche:
- L'uccisione di 60 civili, di questi, 40 vennero ritrovati mutilati in fondo al lago di Radonjic. Il lago si trova nei pressi dell'ex quartier generale di Haradinaj. Le vittime erano di etnia sia serba che albanese.[11][12]
- Lo stupro di una sposa rom eseguito prima da Haradinaj e in seguito dai suoi uomini. Allo sposo sarebbero state strappate le unghie. Le altre persone sarebbero state prima costrette a mangiare le orecchie tagliate degli altri invitati del banchetto, poi sodomizzati e infine tutti uccisi.[13]
- Sei adolescenti morti per l'esplosione di un bar a Peć.
- Rapimento di quattro oppositori.

### Svolgimento del processo
Dopo essersi spostato all'Aja, Haradinaj rimase per due mesi in cella fino a quando non gli venne concessa la scarcerazione provvisoria fino al processo.
Nel marzo 2006 la camera d'appello concesse a Haradinaj un permesso senza precedenti per un imputato: partecipare all'attività politica in pubblico. Questa attività venne comunque approvata dal UNMIK.
Il 26 febbraio 2007 Haradinaj ritornò all'Aja per la prosecuzione del processo. Nei giorni precedenti ebbe degli incontri con il presidente del Kosovo Fatmir Sejdiu, il Primo Ministro Agim Çeku, il capo della missione ONU in Kosovo e altri diplomatici. Alla conferenza stampa chiese alla popolazione di mantenere la calma e si mostrò sicuro che sarebbe stato assolto in maniera piena.
Il processo incominciò all'Aja il 5 marzo 2007, la squadra difensiva di Haradinaj era costituita da Ben Emmerson QC, uno dei principali avvocati a livello mondiale dei diritti umani. Emmerson era supportato da Rodney Nixon, membro del Matrix Cahambers di Londra. La squadra di difesa era coordinata dal politico e consulente finanziario irlandese Michael O'Reilly. Insieme ad Haradinaj erano processati anche Idriz Balaj e Lahi Brahimaj.
Il 3 aprile 2008 Ramush Haradinaj venne assolto da tutte le accuse insieme a Idriz Balaj, mentre Lahi Brahimaj venne condannato a sei anni per trattamento crudele e tortura. L'accusa non riuscì a portare i tre testimoni previsti. Uno di loro, Naser Lika, era impegnato in un centro di salute mentale quando era stato chiamato a testimoniare, mentre Shefqet Kabashi si rifiutò di testimoniare.
Il 2 maggio 2008 il Procuratore Capo Serge Brammertz ha consegnato l'appello contro l'assoluzione di Haradinaj, chiedendo che il caso sia riesaminato da un'altra camera del tribunale sulla base del fatto che non è stato possibile presentare un numero sufficiente di testimoni. L'appello è sotto il vaglio dalla camera d'appello.

### Un clima di paura
Il processo venne caratterizzato da un forte timore da parte dei testimoni; molti dovettero testimoniare sotto protezione, altri furono costretti a testimoniare.
I giudici dichiararono che molti testimoni si sentivano intimiditi:
"La camera ha incontrato molte difficoltà nell'assicurare la testimonianza di una gran parte di questi testimoni. Molti nominarono la paura come un importante motivo per desiderare di non apparire davanti all'aula a testimoniare. Con questa considerazione, la camera ha conseguito la forte impressione che il processo si è tenuto in un'atmosfera dove i testimoni si sentissero insicuri a causa di una serie di fattori pronunciati nel giudizio."
Anche la direttrice del Centro per il diritto umanitario, Natasa Kandic spiegò che i testimoni manifestarono forte paura, aggiungendo che vi sono forti indizi che due di loro morirono proprio perché dovevano testimoniare.

### Mancata collaborazione
Il capo accusatore all'Aja Carla Del Ponte in un'intervista per il Frankfurter Allgemeine Zeitung denunciò la difficoltà di trovare testimoni disposti a testimoniare non per l'accusa, ma per il tribunale. "La difficoltà in Kosovo era che nessuno ci aiutò, neppure l'amministrazione ONU o la NATO".
Il giornalista serbo Dejan Anastasijević denunciò la non collaborazione al processo da parte del UNMIK.

### Testimoni scomparsi
Il processo di Haradinaj venne caratterizzato dalla scomparsa di diversi testimoni, morti in circostanze misteriose:
- Kujtim Berisha venne ucciso da una jeep a Podgorica in Montenegro il 18 febbraio 2007 quando un vecchio serbo montenegrino lo investì. Il quotidiano montenegrino Vijesti disse che la polizia confermò che al momento dell'incidente il conducente era ubriaco e guidava ad alta velocità.[20][21]
- Ilir Selmaj venne accoltellato durante una rissa in un bar.[22]
- Bekim Mustafa e Avni Elejaz furono uccisi con colpi di arma da fuoco.[23]
- Sabaheta Tava e Isuk Haklaj, ufficiali della polizia kosovara, vennero uccisi e bruciati in auto.[21][24]
- Jeidin Musta, Sadrik Muriçi e Vesel Muriçi, testimoni protetti, vennero uccisi in un attentato.[21]
- Tahir Zemaj, uno dei leader dell'UCK, aveva deciso di collaborare con il tribunale; venne ucciso insieme al figlio.

Un altro testimone, Ramir Murici, sopravvisse ad un attentato e si rifiutò di testimoniare.
I media serbi scrissero che ben dieci persone che avrebbero dovuto testimoniare al processo morirono, ma il rappresentante in Serbia del tribunale, Nerma Jelačić, disse che le accuse riguardo all'uccisione di testimoni erano false.

### Secondo processo
Dopo un appello, l'ICTY ha deciso di ripetere parzialmente il processo contro Haradinaj, spiccando il 19 giugno del 2010 un mandato di arresto. Il 21 luglio 2010, Haradinaj è stato arrestato di nuovo e trasferito nei Paesi Bassi per ripetere il processo. Secondo il presidente del tribunale Patrick Lipton Robinson, il processo originale era stato viziato dall'intimidazione dei testimoni.

### Sostegno internazionale
Ramush Haradinaj ebbe, fin da quando venne accusato dal tribunale, un notevole supporto da parte di diversi diplomatici.
Il Capo della UNMIK, Søren Jessen-Petersen, descrisse Haradinaj come "un amico" e come un uomo dotato di "una leadership dinamica, forte impegno e visione" la cui assenza si sentirà.
Il senatore USA Joe Biden commentò in questo modo l'assoluzione di Haradinaj:
"Nel generale contesto post-jugoslavo, la disponibilità di Mr Haradinaj, dopo la sua accusa, di cedere volontariamente e di recarsi all'Aja è impressionante. Essa è chiaramente in contrasto con il comportamento dei tre più famigerati personaggi incriminati dall'Aja, ognuno dei quali è ancora in fuga e resistente all'arresto: l'ex generale serbo bosniaco Ratko Mladić, l'ex leader serbo bosniaco Radovan Karadžić e l'ex generale croato Ante Gotovina."

## Famiglia
Haradinaj è sposato con Anita Haradinaj, giornalista del RTK (Radio Television Kosovo) e hanno tre figli, due maschi e una femmina.
Haradinaj ha cinque fratelli, ma due di loro, Luan e Shkelzën, vennero uccisi durante la guerra contro le forze serbe. Suo fratello Daut ha scontato cinque anni di carcere per aver ucciso alcuni suoi colleghi albanesi durante la guerra nel 1999. Un altro fratello, Enver, è morto ucciso nella sua auto da colpi di arma da fuoco il 15 aprile 2005., si pensa ad una faida familiare o un tentativo di destabilizzare la regione. Il fratello più giovane, Frashër, era ancora studente nel 2007.
Lo zio di Haradinaj, Lahi Brahimaj, venne accusato di crimini di guerra dal TPIJ insieme al nipote e condannato a sei anni per aver commesso tortura e trattamento crudele nei confronti di due testimoni detenuti in un campo di prigionia dell'UCK.
Il padre e la madre di Haradinaj vivono nel loro villaggio natale di Glođane.